# Works Human Intelligence
株式会社Works Human Intelligence（ワークスヒューマンインテリジェンス、英: Works Human Intelligence Co., Ltd.）は、東京都港区に本社を置く、日本のソフトウェアメーカー。大手企業向けERPパッケージソフトとして「COMPANY(r)」（HR領域）の開発・販売・コンサルティングサポート、HR関連サービスの提供を行う。

## 概要
2019年6月 、ワークスアプリケーションズが同社の主力製品であるCOMPANY及びHUEの人事(HR)関連領域の事業を米系ファンドのベインキャピタルに売却することを発表。譲渡金額は公表されていないが報道によれば約1,000億円。
2019年8月1日 、ワークスアプリケーションズからの分社化によりHR関連事業を承継した新会社として設立され、株式会社Works Human Intelligenceに商号変更。初代代表取締役CEOにはワークスアプリケーションズの創業者の一人である石川芳郎が就任した。
2022年9月9日、ベインキャピタルが売却を検討していることが報道された。
2023年3月31日、シンガポール政府投資公社(GIC)がベインキャピタルから持株会社WHI Holdingsの株式の約半数を取得。ベインキャピタルは新たなファンドで出資を継続し、また、CEOの安斎富太郎、会長の石川芳郎も持株会社に出資することが発表された。GICの買収額は約3,500億円と報道されている。